# Werner Jung (Historiker)

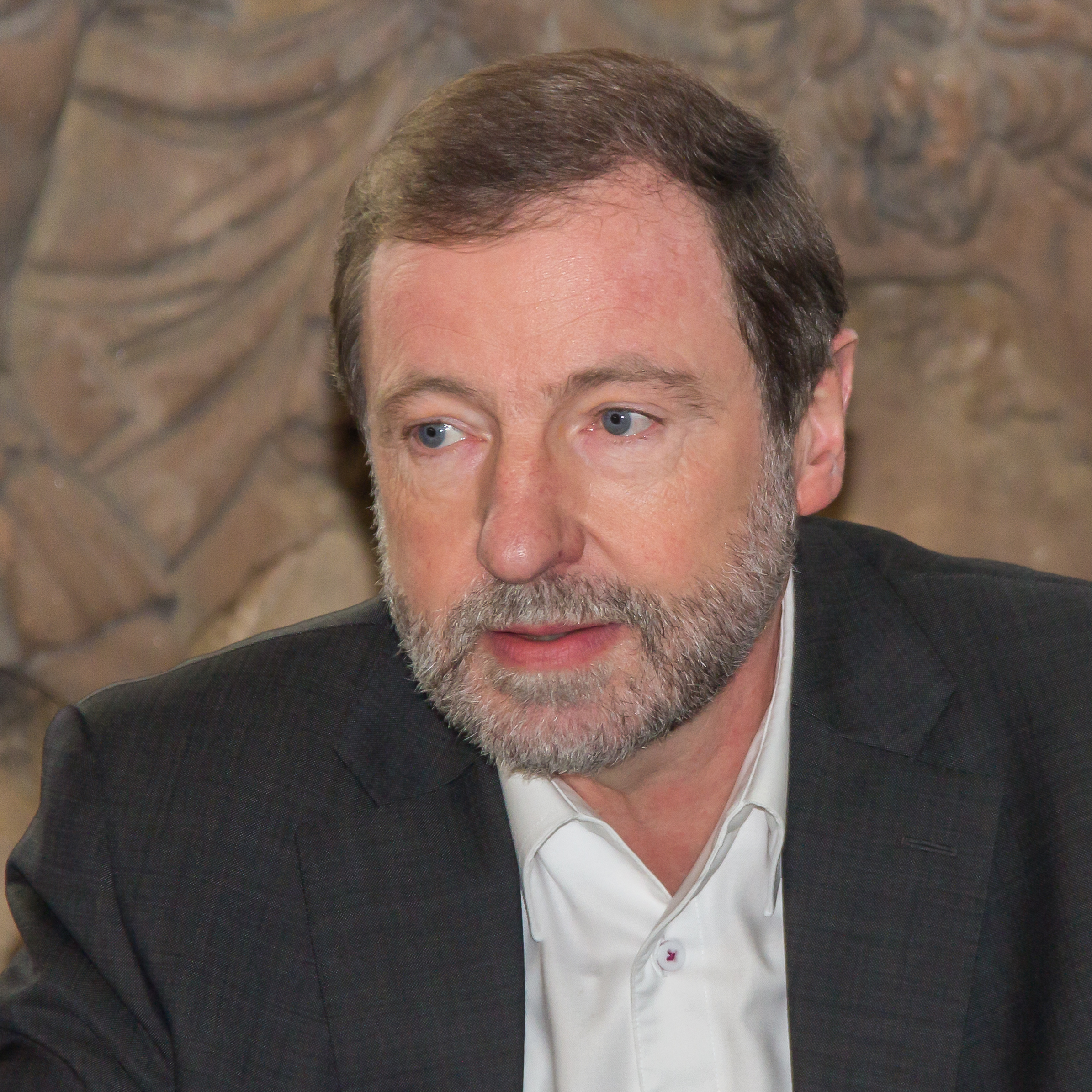
Werner Jung, 2015

Werner Jung (* 28. Februar 1954 in Köln) ist ein deutscher Historiker und war langjähriger Leiter des NS-Dokumentationszentrums der Stadt Köln.

## Werdegang
Werner Jung studierte Geschichte, Germanistik und Psychologie an der Universität zu Köln. 1985 legte er der Philosophischen Fakultät der Universität Köln seine Dissertation Patriotismus und Internationalismus bei August Bebel vor.
Seit dem 1. Juli 1986 gehört Jung zu den wissenschaftlichen Mitarbeitern des NS-Dokumentationszentrums der Stadt Köln. An der Seite des damaligen Leiters Horst Matzerath war diese Forschungsstelle jedoch zunächst nur ein Teilbereich des Historischen Archivs der Stadt Köln. Erst mit Wirkung vom 25. März 1997 verselbständigte sich das „NS-Dok“ unter der Leitung des nunmehrigen Direktors Matzerath. Nach dessen Abschied wurde Werner Jung zum 5. Dezember 2002 Direktor des NS-Dokumentationszentrums der Stadt Köln. Zum 1. November 2021 ging er in den Ruhestand.

## Schriften (Auswahl)
- August Bebel. Deutscher Patriot und internationaler Sozialist. Seine Stellung zu Patriotismus und Internationalismus. Centaurus-Verlagsgesellschaft, Pfaffenweiler 1986, ISBN 3-89085-120-7 (zugleich: Dissertation, Köln, Universität).
- mit Harald Buhlan (Hrsg.): Wessen Freund und wessen Helfer? Die Kölner Polizei im Nationalsozialismus (= Schriften des NS-Dokumentationszentrums der Stadt Köln. Band 7). Emons Verlag, Köln 2000, ISBN 3-89705-200-8.
- Das moderne Köln (= Der historische Stadtführer). J. P. Bachem Verlag, Köln 2006, ISBN 3-7616-1861-1.
- Das neuzeitliche Köln (= Der historische Stadtführer). J. P. Bachem Verlag, Köln 2006, ISBN 3-7616-1590-6.
- DuMont Schnellkurs Nationalsozialismus. DuMont Buchverlag, Köln 2008, ISBN 978-3-8321-7787-4.
- mit Carl Dietmar: Kleine illustrierte Geschichte der Stadt Köln. J. P. Bachem Verlag, Köln 2009, ISBN 978-3-7616-2226-1.
- mit Carl Dietmar: Köln. Die große Stadtgeschichte. Klartext, Essen 2015, ISBN 978-3-8375-1487-2.
- mit Britta Caspers, Dirk Hallenberger und Rolf Parr: Ruhrgebietsliteratur seit 1960. Eine Geschichte nach Knotenpunkten. J. B. Metzler, Stuttgart 2019, ISBN 978-3-476-04868-4.
- mit Bettina Schmidt-Czaia (Hrsg.): Der Kölner Rat. Biografisches Lexikon. Band 2: 1919–1945. Herausgegeben vom Historischen Archiv und dem NS-Dokumentationszentrum (= Mitteilungen aus dem Stadtarchiv von Köln. Band 110). Historisches Archiv der Stadt Köln, Köln 2022, ISBN 978-3-928907-52-1.

## Auszeichnungen
- 2016 Kölner Kulturpreis (Ehrenpreis)